# Raúl Ormeño
Raúl Elias Ormeño Pacheco (Temuco, 1958. június 21. – ) chilei válogatott labdarúgó.

## Pályafutása

### Klubcsapatban
Pályafutása során egyetlen csapat, a Colo-Colo játékosa volt. 1975 és 1992 között 330 mérkőzésen lépett pályára és 20 gólt szerzett. Hétszeres chilei bajnok (1979, 1981, 1983, 1986, 1989, 1990, 1991). 1991-ben megnyerte csapatával a Libertadores-kupát is.

### A válogatottban
1978 és 1990 között 11 alkalommal szerepelt a chilei válogatottban és 1 gólt szerzett. Részt vett és az 1982-es világbajnokságon, de nem lépett pályára egyetlen mérkőzésen sem. Tagja volt az 1989-es Copa Américán szereplő válogatott keretének is.

## Sikerei
Colo-Colo
- Chilei bajnok (7): 1979, 1981, 1983, 1986, 1989, 1990, 1991
- Copa Libertadores (1): 1991